# Tweddillite
La tweddillite è un minerale del gruppo dell'epidoto. Nel 2006 l'Associazione Mineralogica Internazionale (IMA) l'aveva rinominata come manganipiemontite-(Sr) nell'ambito della revisione della nomenclatura del supergruppo dell'epidoto; nel 2015 l'IMA ha nuovamente ripristinato il nome originario.